# Nøglehullet på spisesteder
Nøglehullet på spisesteder er en certificeringsordning til spisesteder, som eksisterede i 2012-2016. Certificeringsordingen byggede på principperne bag det officielle ernæringsmærke Nøglehullet.
For at et spisested kunne blive Nøglehulscertificeret blev der bl.a. stilt krav til medarbejderkompetencer, et dagligt udbud af Nøglehulsmærkede retter og den ernæringsmæssige sammensætning i de Nøglehulsmærkede tilbud. Et Nøglehulscertificeret spisested blev kontrolleret årligt af Fødevarestyrelsen.  
Nøglehullet på fødevarer eksisterer stadigvæk. Nøglehullet er Miljø- og Fødevareministeriets officielle ernæringsmærke, som administreres og kontrolleres af Fødevarestyrelsen.
Nøglehullet kan placeres på fødevarer, som lever op til krav om bl.a. indhold af fedt, salt, sukker og fuldkorn/kostfibre. Nøglehullet gør det nemt for danskerne at vælge sundere fødevarer. 